# HD 108147
HD 108147 és una estrella de 7a magnitud a la constel·lació de la Creu del Sud. És o bé una nana groga o una nana groga-blanca (la línia és arbitrària i la diferència de color és només per la classificació, no és real), lleugerament més brillant i més massiva que el Sol. El tipus espectral és F8 V or G0 V. L'estrella també és més jove que el Sol. Degut a la seva distància, uns 130 anys llum, també és massa feble com per ser visible a ull nu; amb binoculars és un objectiu senzill.
L'any 2000, el Geneva Extrasolar Planet Search Team hi va descobrir un planeta extrasolar orbitant-hi.
| Companya (per ordre des de l'estrella) | Massa    | Semieix major (ua) | Període orbital (dies) | Excentricitat | Inclinació | Radi |
| -------------------------------------- | -------- | ------------------ | ---------------------- | ------------- | ---------- | ---- |
| b                                      | >0.40 MJ | 0.104              | 10.901 ± 0.001         | 0.498 ± 0.025 | —          | —    |